# Sjoerd Swane
Sjoerd Swane ('s-Hertogenbosch, 11 maart 1953) is een Nederlandse voormalige VVD-politicus en zakenman en een voortvluchtige crimineel. 
Swane was namens de VVD fractievoorzitter in de Utrechtse Provinciale Staten en raadslid en wethouder in de toenmalige gemeente Maarssen. In laatstgenoemde plaats had hij grote politieke invloed.
In 2007 werd Swane gearresteerd als verdachte van belastingfraude en in 2011 werd hij veroordeeld tot twee jaar gevangenisstraf wegens ambtelijke corruptie, valsheid in geschrifte en belastingfraude. Zo pleegde hij fraude bij de verkoop van zijn bedrijf aan Jan-Dirk Paarlberg en liet hij zich voor grote bedragen omkopen door bouwers. Tijdens het proces verdween Swane spoorloos, vermoedelijk  naar het buitenland. Begin 2024 was hij nog steeds voortvluchtig.